# 1992 a légi közlekedésben
Ez a lista az 1992-es év légi közlekedéssel kapcsolatos eseményeit tartalmazza.

## Események

### Január
- január 28. – Şuşa település közelében. Az Azeri Légierő egyik Mi–8-as típusú helikopterét lelőtték egy úgy nevezett hőkövető rakétával. A támadásban a gépen utazó 41 fő és a 3 fős személyzet vesztette életét.[1][2]

### Június
- Június 6. 20:58 körül (helyi idő szerint) – Tucutí, Darién Gap közelében. A Copa Airlines légitársaság 201-es járata (lajstromjele: HP-1205CMP), egy Boeing 737-204 Advanced típusú utasszállító repülőgép a pilóták hibái, illetve egyéb repüléstechnikai okok miatt lezuhan a gépen 40 utas és 7 fő személyzettel a fedélzetén. Senki nem éli túl a balesetet.[3][4]

### Szeptember
- szeptember 28. – Katmandu. A Pakistan International Airlines 268-as járata, egy PIA Airbus A300-as típusú, (lajstromjele: AP-BCP volt) utasszállító repülőgépe a katmandui repülőtér megközelítése közben lezuhan. A gépen utazó 155 utas és 12 fős személyzet életét veszti a tragédiában. Ez a legsúlyosabb légi közlekedési baleset, amely valaha nepáli földön történt.[5][6][7]

### Október
- október 4. – Az El Al 1862-es teherszállító járata (Boeing 747-es tipus) felszállás után mindkettő jobboldali motorját (3. és 4. számú) elvesztette és egy apartmanházba csapódott Amszterdam egyik lakónegyedében. Összesen 43-an vesztitek életüket a tragédiában. [8][9]

### November
- november 14. – Nha Tharang. A Vietnam Airlines légitársaság Yak40-es típusú repülőgépe egy hegynek csapódott. A gép hatfős személyzete és a gépen tartózkodó 25 utasból 24-en életüket vesztették a balesetben.[10]